# Хюккель, Эрих
Эрих Арманд Артур Йозеф Хюккель (нем. Erich Armand Arthur Joseph Hückel; 9 августа 1896, Берлин — 16 февраля 1980, Марбург) — немецкий физик и химик, один из основоположников квантовой химии, создатель теории сильных электролитов (совместно с П. Дебаем).

## Биография
Эрих Хюккель родился в 1896 году, в Берлине. Был вторым из трех сыновей врача Арманда Хюккеля (1860—1927). Его братьями были Уолтер Хюккель (1895—1973), профессор органической химии и Руди Хюккель (1899—1949), врач. Одним из его прадедов был известный ботаник Карл Фридрих фон Гертнер (1772—1850), один из его прапрапрадедов ботаник и профессор в Санкт-Петербурге Йозеф Гертнер (1732—1791).
С 1914 по 1921 гг. изучал физику и математику в Гёттингенском университете; в 1921 г. защитил диссертацию на степень доктора философии. В 1922—1925 работал в Цюрихском политехникуме, в 1925—1929 — в Высшей технической школе в Штутгарте, в 1937—1962 гг. — профессор Марбургского университета.
Эрих Хюккель был женат на Анне-Марии Зигмонди, дочери Нобелевского лауреата по химии Рихарда Зигмонди, с ней у него было четверо детей.

## Научная работа
Во время службы в армии(1918), Хюккель работал в лаборатории Людвига Прадтля по изучению аэродинамики в Гёттингене. 
В 1920 году Хюккель, работающий в компании Петера Дебая, закончил докторскую диссертацию по применению метода Дебая-Шеррера рентгеновской дифракции к жидким кристаллам. А в 1921 он защитил диссертацию на степень доктора философии.
Осенью 1922 году Хюккель совместно с Дебаем в Швейцарском институте технологии в Цюрихе работали над теорией сильных электролитов. В том же году Хюккель совместно с Максом Борном выполнил исследование вращательно-колебательных спектров многоатомных молекул. А с 1923 по 1925 совместно с Петером Дебаем были написаны документы по свойствам разбавленных растворов сильных электролитов в растворителях с высокой диэлектрической проницаемостью (теория Дебая-Хюккеля) и были количественно истолкованы ими на основе предположения о полной диссоциации электролитов при учёте электростатического взаимодействия между заряженными частицами.
Весной 1928 года Дебай становится профессором Лейпцигском университете, в это время Хюккель отправляется в Лондон за стипендией Рокфеллера. Неудовлетворённый прогрессом своих исследований, он, следуя советам Дебая, принимается за приложение квантовой механики к решению химических проблем, в частности занимается расчётами волновых функций и энергий связей в органических соединениях. 
Зиму 1928-1929 гг. Хюккель проводит в Кембридже с Полем Дираком, а весну и лето 1929 года с Нильсом Бором в Копенгагене. В 1930 году он завершает работу над теорией двойных связей. В начале 1930-х годов Хюккель опубликовал серию работ, в которых предложил объяснение устойчивости ароматических соединений на основе метода молекулярных орбиталей. 
Согласно правилу Хюккеля плоские моноциклические сопряжённые системы с числом π-электронов 4n+2 будут ароматическими, а такие же системы с числом электронов 4n — антиароматическими. Правило Хюккеля применимо как к заряженным, так и к нейтральным системам; оно объясняет устойчивость циклопентадиенил-аниона и предсказывает устойчивость циклогептатриенил-катиона.

## Награды и признание
- 1965 — Награждён премией имени Отто Гана.
- 1966 — Член Немецкой академии естествоиспытателей «Леопольдина».
- 1977 — Иностранный член (ForMemRS) Лондонского королевского общества[1].

В его честь названа Премия Эриха Хюккеля присуждаемая Обществом немецких химиков.